# هنری هیتفلد
هنری هیتفلد (به انگلیسی: Henry Heitfeld) سناتور سابق عضو حزب دموکرات ایالات متحده آمریکا بود. وی در سال ۱۸۹۷ تا ۱۹۰۱ و ۱۹۰۱ تا ۱۹۰۳ میلادی سناتور ایالت آیداهو در سنای ایالات متحده آمریکا بود.